# 阿登赫斯特鎮區 (明尼蘇達州艾塔斯卡縣)
阿登赫斯特鎮區（英語：Ardenhurst Township）是位於美國明尼蘇達州艾塔斯卡縣的一個行政鎮區。

## 地方資料
阿登赫斯特鎮區的面積為90.74平方千米，當中陸地面積為76.29平方千米，而水域面積為14.44平方千米。根據2020年美國人口普查的數據，當地共有人口147人，而人口密度為每平方千米1.62人。